# Forte romano di Germisara
Il forte romano di Germisara era situato nel pagus di Germisara nella provincia romana della Dacia, nell'odierna Romania fra le località di Cigmău e di Geoagiu nel distretto di Hunedoara nella regione storica della Transilvania.

## Posizione
Oggi l'insediamento si trova a quasi due chilometri ad est della località di Cigmău ed a due chilometri a sud-ovest della piccola città di Geoagiu nella "Cetatea uriasilor" (fortezza dei giganti) o "Progadie". Topograficamente, si trova su un'alta terrazza sulla riva settentrionale del fiume Mureș, a circa due chilometri e mezzo sotto la confluenza del fiume Geoagiu. In tempi antichi, il forte aveva probabilmente il compito tattico di monitorare la valle di Mureș e la funzione strategica di controllare un'area in cui erano state collocate numerose fortezze dace prima dell'occupazione romana. Amministrativamente si trovava prima nella provincia della Dacia superiore, poi nella Dacia Apulensis.
La stazione termale romana di Germisara, oggi Geoagiu-Băi, si sviluppava a cinque chilometri a nord del forte ed utilizzava le sorgenti termali delle vicine montagne. I bagni termali risalgono all'epoca preromana al I secolo a.C., così che Geoagiu-Băi può contare su una tradizione di 2100 anni come località termale.

## Etimologia e fonti
Il nome Germisara è di origine dacia, significa "acqua calda" (germi = calore, sara = cascata) e si riferisce alle sorgenti termali locali. È elencato nella Tabula Peutingeriana, nella Geographike Hyphegesis di Claudio Tolomeo e nella Cosmografia ravennate. Complessivamente il nome Germisara sembra riferirsi ad una vasta area, forse un pagus, che comprendeva il campo militare, il relativo vicus ausiliario, i cimiteri e le sorgenti termali.

## Ilcastrum
Gli scavi hanno portato alla scoperta di un forte in pietra con pianta trapezoidale e assi di lunghezza insolita di 320 m per 120 m, corrispondenti a una superficie di 3,84 ettari. La forma irregolare è probabilmente dovuta al fatto che al momento della costruzione del forte si è dovuto tener conto delle condizioni topografiche dell'alto terrazzo.

### IPrincipia
Nonostante la forma insolita della pianta del campo, i principia (quartier generale) hanno una pianta regolare, rettangolare (quasi quadrata) e simmetrica con un asse nord-sud di 34 m e un asse est-ovest di 35 m di lunghezza. Ciò si traduce in una superficie di 1.190 mq. Il complesso immobiliare ha un cortile interno di 13 m per 18 m (234 m²), delimitata su tre lati da portici e delimitata da vani funzionali. L'ingresso a forma di vestibolo largo 6 m si trova sul lato sud. A nord, il cortile interno è delimitato da una basilica, che si estende per tutta la larghezza dei Principia, ma ha solo una profondità di 5 m. Nella parte orientale della basilica sono state rinvenute tracce di mura che possono essere interpretate come i resti di un tribunale. La sala è chiusa da una fuga profonda 3,50 m da un totale di sei stanze. Queste stanze hanno larghezze diverse, così che nonostante il numero pari di stanze il santuario dello stendardo (aedes signorum) si trova nell'asse di simmetria del complesso edilizio (ad est delle aedes ci sono due stanze e ad ovest tre stanze). Il sotterraneo del santuario, in cui tradizionalmente veniva conservata la tesoreria delle truppe, è ancora ben conservata.

### L'Horrea
Ad ovest dei Principia, furono scoperti due edifici più grandi, che furono indicati come Horrea a causa dei loro massicci pilastri di supporto. Le loro pareti non corrono parallele ai principia, ma deviano di circa tre metri dall'allineamento assiale alla loro lunghezza totale. Il primo horreum, situato accanto all'edificio del personale, è di 29 mx 17,50 m (= 507,5 mq), una dimensione piuttosto insolita per questo tipo di edificio. Il secondo horreum, di dimensioni 28,50 mx 10,50 m (= 299,25 mq), rientra negli schemi degli altri horrea.

### Guarnigione
Le vexillationes della Legio XIII Gemina ed il Numerus Peditum Singularium Britannicianorum, entrambi documentati da numerosi bolli laterizi ed iscrizioni, sono menzionati come le prime unità del forte di Cigmău. La Legio XIII Gemina aveva già preso parte alla prima guerra dei Daci di Traiano per poi trasferirsi nella sua sede nel campo legionario Apulum (moderna Alba Iulia), da dove si dislocò in varie altre località. Il Numerus Peditum Singularium Britannicianorum, di stanza per la prima volta nella provincia della Mesia Superiore, è documentato dall'anno 110 in Dacia, dove probabilmente rimase fino alla fine dell'occupazione romana del paese. Forse a metà del I secolo sostituì le truppe della Legio XIII Gemina, che in questo periodo fu distaccata nella provincia della Dalmazia . L'ultima testimonianza epigrafica del numerus a Germisara (così come dalla Dacia) risale all'anno 245.

## Esposizione
Reperti archeologici provenienti dal vicus di Germisara e dal forte si possono trovare nel Museo della Civiltà Dacia e Romana (Muzeul Civilizației Dacice și Romane) di Deva.

## Storia della ricerca
Anche se il sito del forte era noto come tale da molto tempo, l'archeologo rumeno Nicolae Gudea non conosceva ancora ulteriori dettagli nel suo compendio del 1997 sui forti dei Daci Limiti A parte la posizione del campo, poco si sapeva dell'esercito campo fino alla fine del XX secolo. Questo è cambiato solo con la valutazione delle fotografie aeree e satellitari di William S. Hanson e Ioana A. Oltean e dei successivi scavi archeologici sotto la direzione di Adriana ed Eugen Pescaru negli anni 2000-2002.

## Protezione dei monumenti
Tutti i siti archeologici ed in particolare il castello e le terme sono tutelati come monumenti storici ai sensi della legge n. 422/2001, adottata nel 2001, e sono elencati nell'elenco nazionale dei monumenti storici [(Lista Monumentelor Istorice) con il codice LMI HD -IsA-03172.37] Il Ministero della Cultura e del Patrimonio Nazionale (Ministerul Culturii și Patrimoniului Național), in particolare la Direzione Generale per i Beni Culturali Nazionali, il Dipartimento delle Belle Arti e la Commissione Nazionale per i Monumenti Storici e altre istituzioni subordinate al Ministero, è responsabile dell'elenco. In Romania sono vietati gli scavi non autorizzati e l'esportazione di oggetti antichi.

## Galleria d'immagini

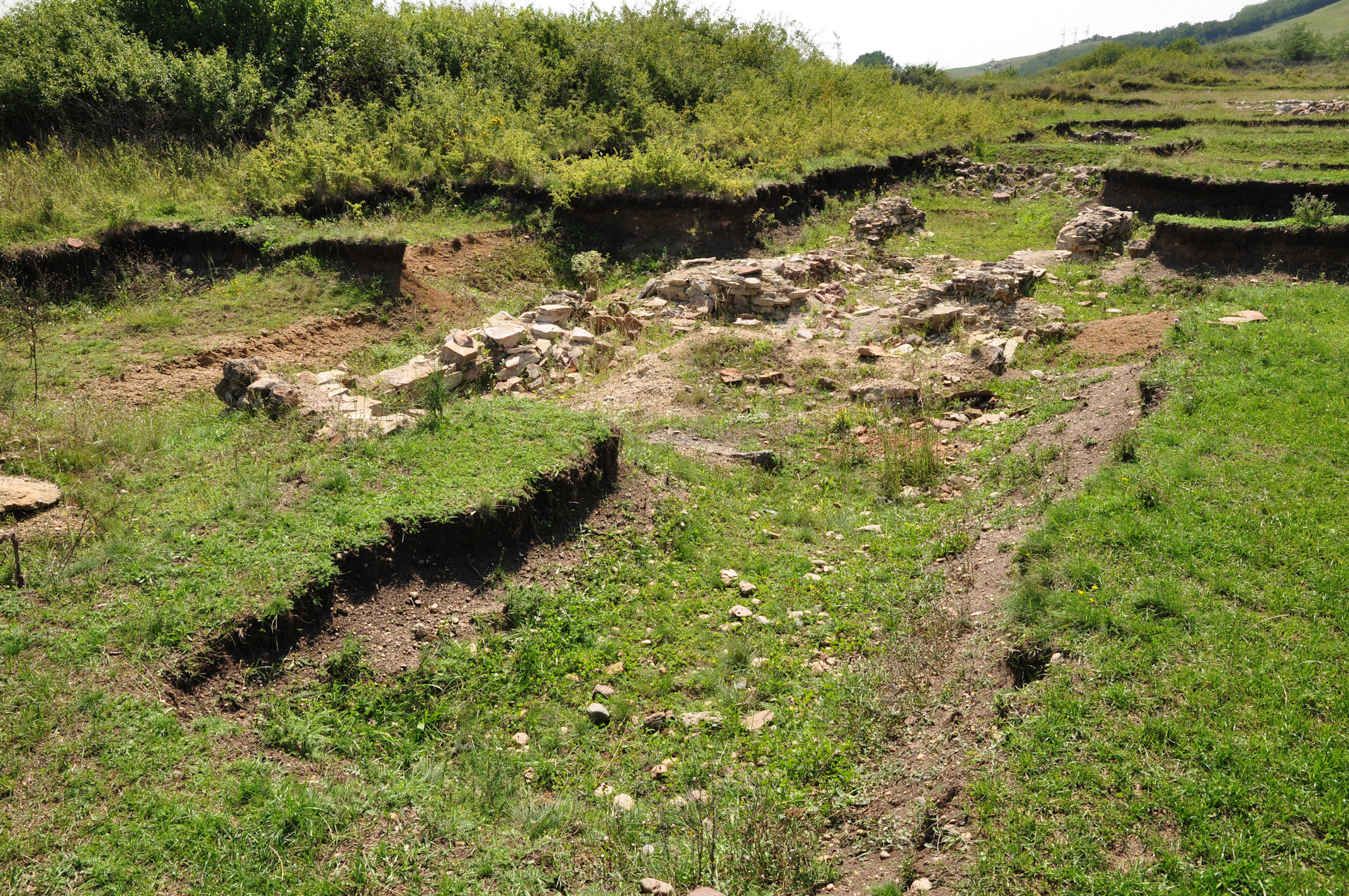
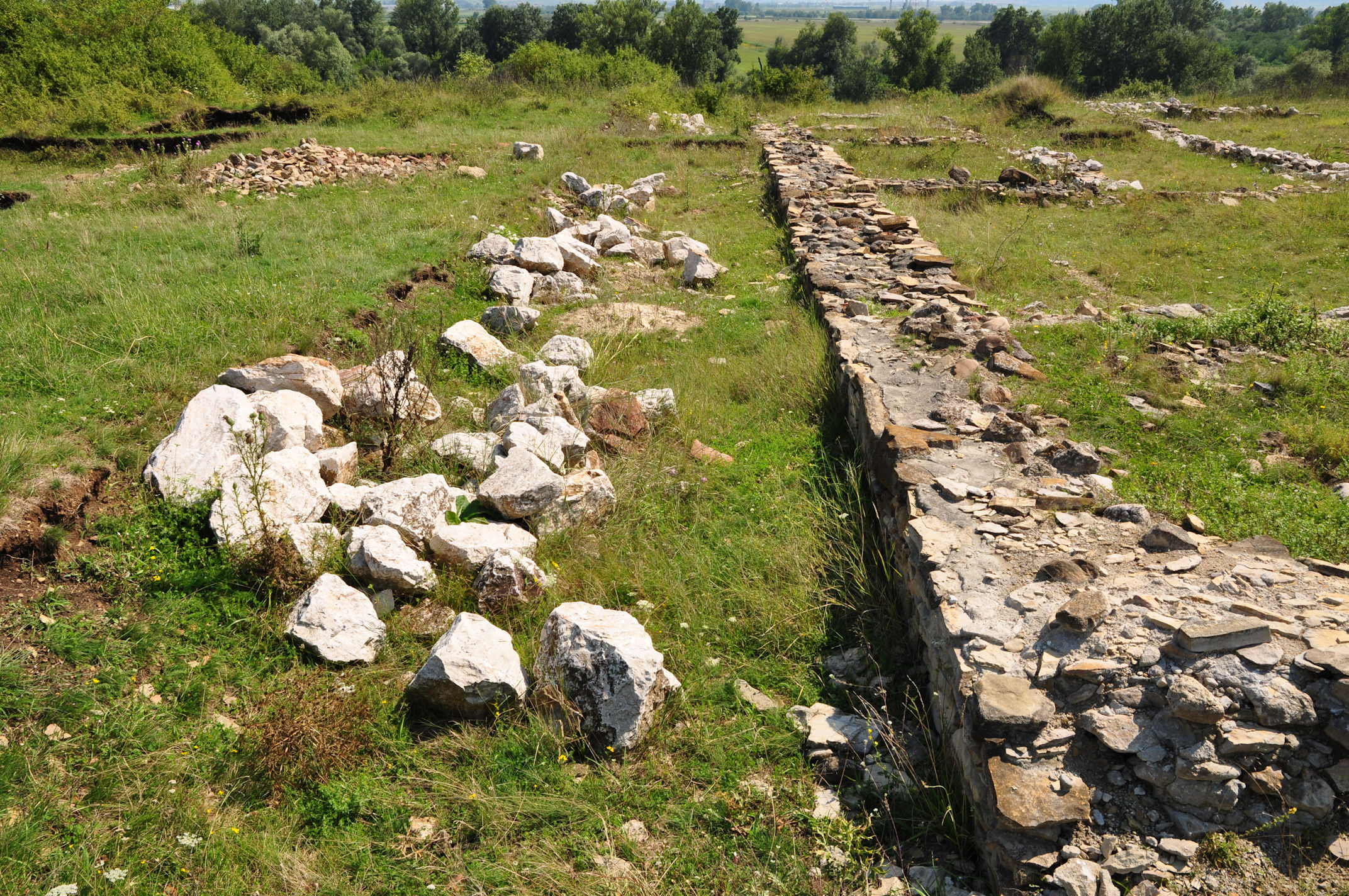
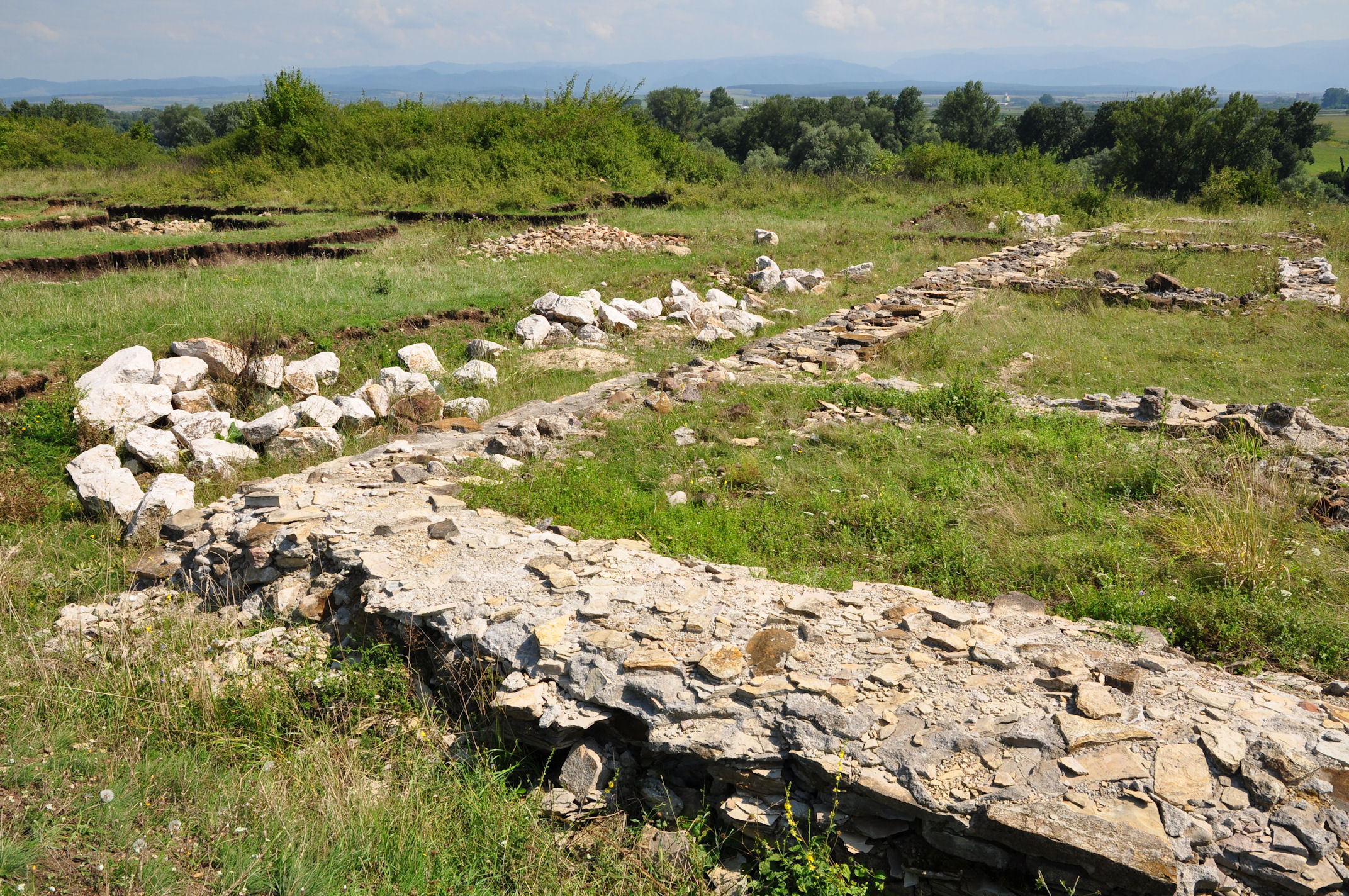
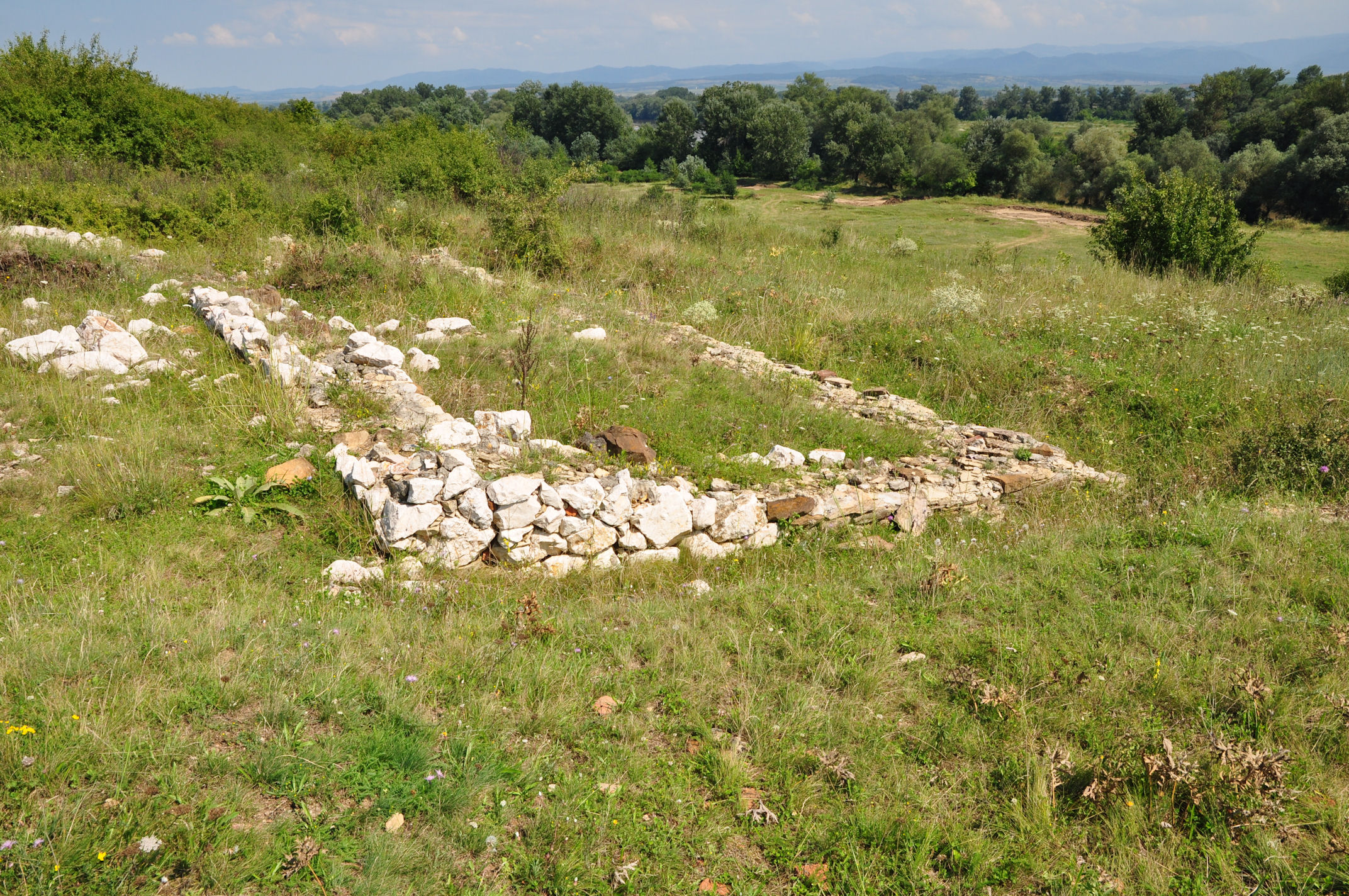
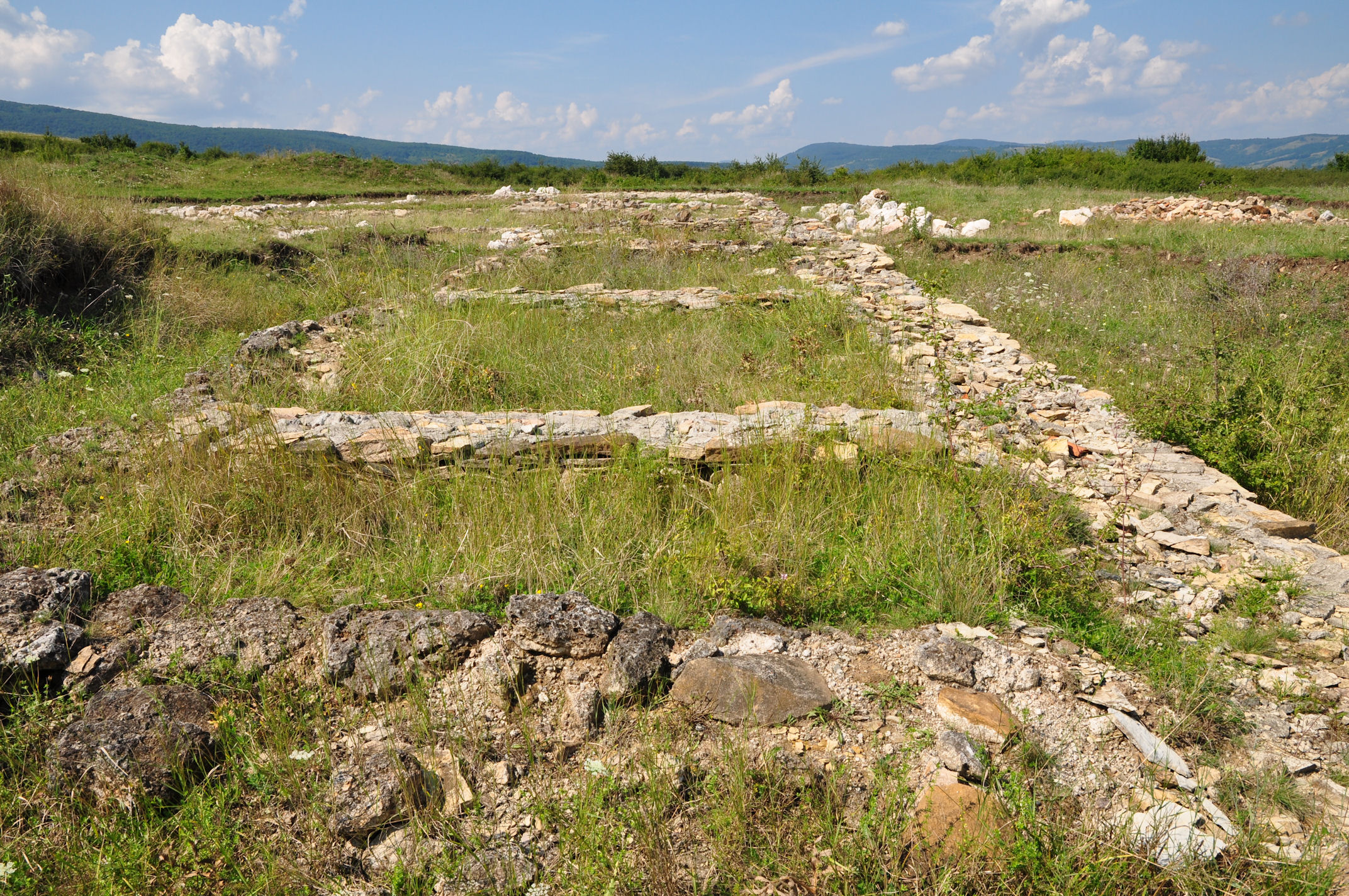